# Sainte-Alvère
Sainte-Alvère ist eine Ortschaft und eine Commune déléguée in der französischen Gemeinde Val de Louyre et Caudeau mit 779 Einwohnern (Stand: 1. Januar 2022) im Département Dordogne in der Region Nouvelle-Aquitaine. Die ehemalige Gemeinde gehörte zum Arrondissement Périgueux und zum Kanton Périgord Central.

## Geographie
Sainte-Alvère liegt etwa 20 Kilometer ostnordöstlich von Bergerac und etwa 35 Kilometer südsüdöstlich von Périgueux.

## Geschichte
Sainte-Alvère bildete 2016 zusammen mit der Gemeinde Saint-Laurent-des-Bâtons als Communes déléguées die Commune nouvelle Sainte-Alvère-Saint-Laurent Les Bâtons. Am 1. Januar 2017 ging Sainte-Alvère in die neue Commune nouvelle Val de Louyre et Caudeau zusammen mit Saint-Laurent-des-Bâtons und der Gemeinde Cendrieux als Commune déléguée über. Die Commune nouvelle Sainte-Alvère-Saint-Laurent Les Bâtons wurde gleichzeitig wieder aufgelöst. 

### Bevölkerungsentwicklung
| Jahr                       | 1962 | 1968 | 1975 | 1982 | 1990 | 1999 | 2006 | 2013 |
| Einwohner                  | 827  | 798  | 745  | 710  | 756  | 780  | 822  | 847  |
| Quellen: Cassini und INSEE |      |      |      |      |      |      |      |      |

## Sehenswürdigkeiten
- Reste der Burg von Sainte-Alvère aus dem 13. Jahrhundert. Diese Burg, erst 1780 restauriert, wurde durch den Revolutionär Joseph Lakanal niedergebrannt, als sie sich noch im Besitz der Familie Lostanges befand. Die Ruine ist ein Monument historique seit 1949.
- Kirche Saint-Pierre-ès-Liens aus dem 18. Jahrhundert

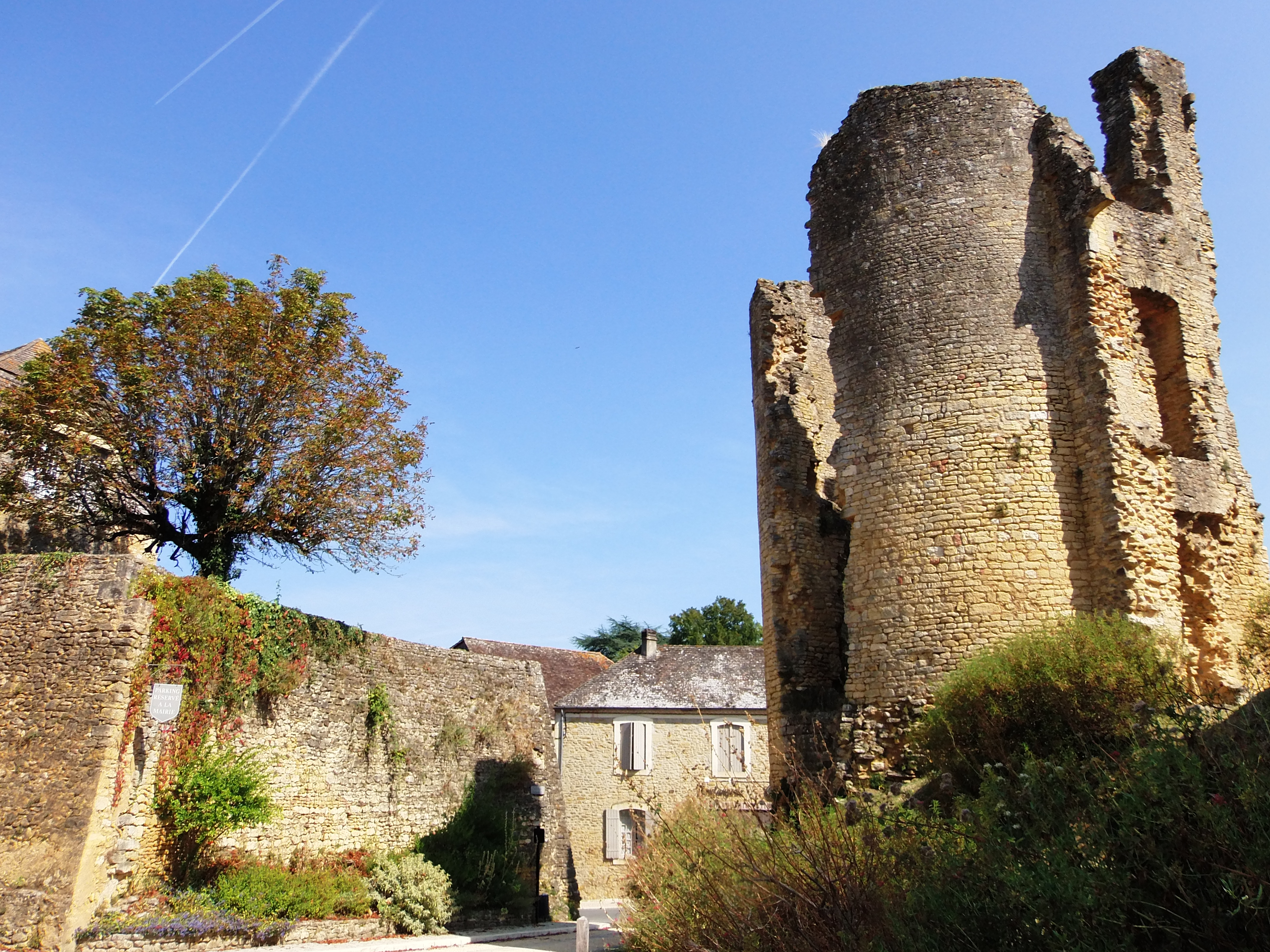
Donjon der Burg
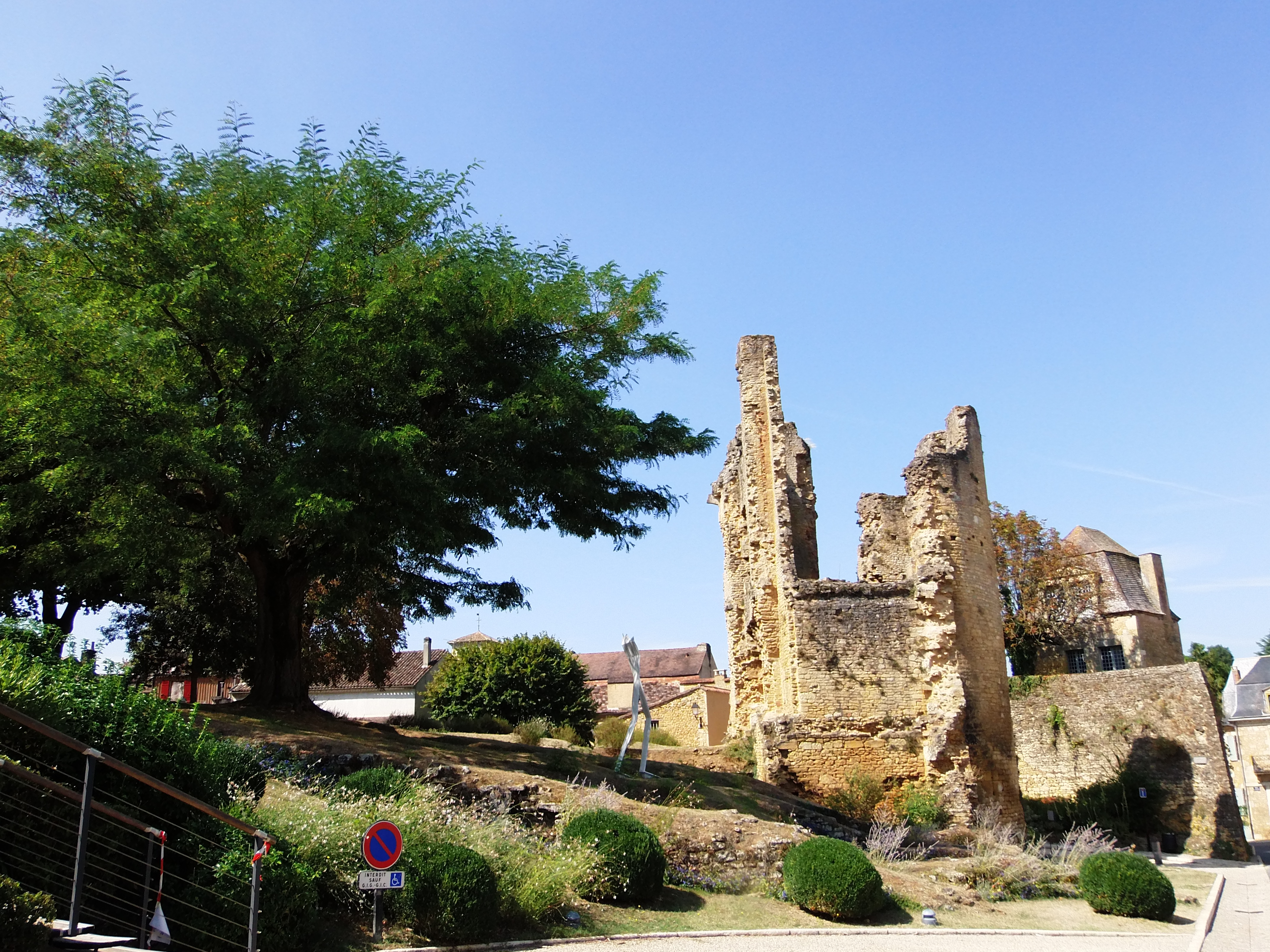
Ruinen der Burg
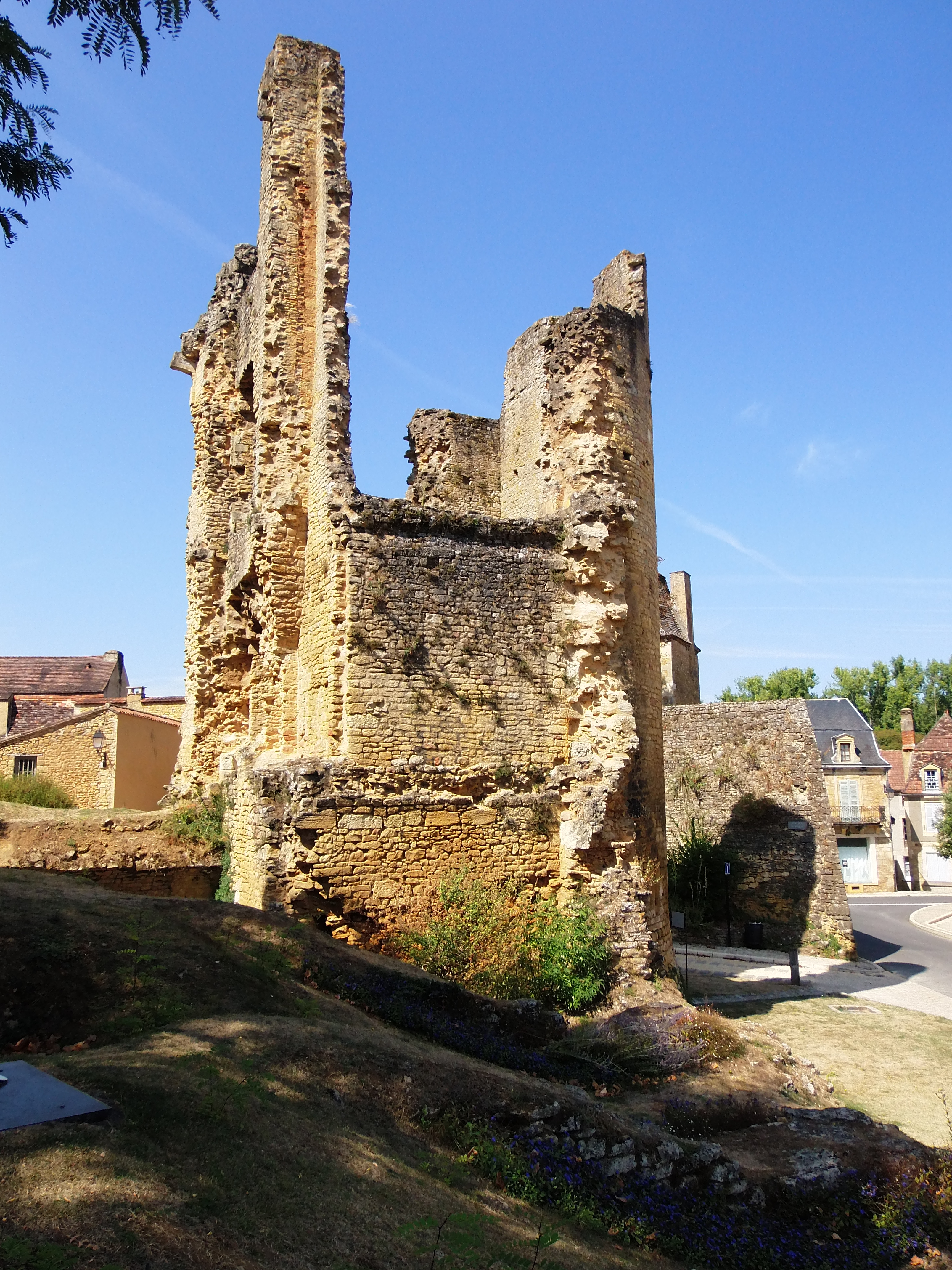
Donjon, andere Ansicht
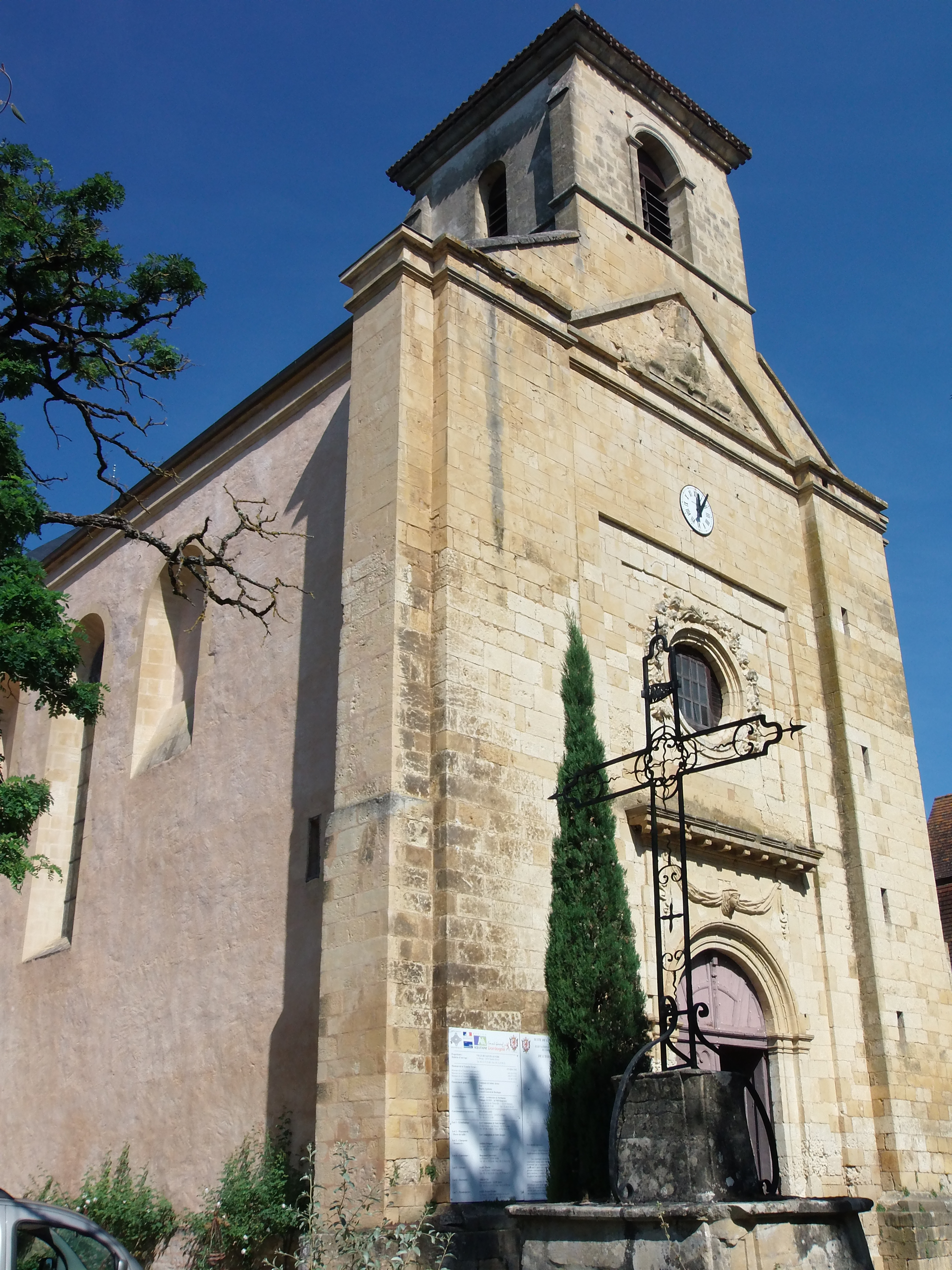
Kirche Saint-Pierre-ès-Liens